# Библия (фильм)
«Библия» (англ. The Bible: In The Beginning) — художественный фильм режиссёра Джона Хьюстона, экранизация некоторых библейских рассказов из Книги Бытия (первой книги Библии). Премьера состоялась 28 сентября 1968 года в Нью-Йорке.
Сюжет фильма базируется на нескольких библейских рассказах и соответственно состоит из нескольких частей. Основные части — Адам и Ева, Ноев ковчег и история Авраама. Более короткие истории, показанные в фильме, — Содом и Гоморра и Вавилонская башня.
Джон Хьюстон получил за этот фильм итальянскую награду Давид ди Донателло как лучший иностранный режиссёр (став первым обладателем премии в данной категории), а Дино Де Лаурентис стал лауреатом этой же премии как лучший продюсер.

## В ролях
- Майкл Паркс — Адам
- Улла Бергрид — Ева
- Джордж Скотт — Авраам
- Ава Гарднер — Сарра
- Питер О’Тул — ангелы
- Ричард Харрис — Каин
- Франко Неро — Авель
- Джон Хьюстон — Ной, голос Бога, Змей
- Габриэль Ферзетти — Лот
- Элеонора Росси Драго — жена Лота
- Стивен Бойд — Нимрод
- Ларс Блох — архангел Михаил
- Иван Рассимов — сановник из Вавилона
- Габриэлла Паллотта — жена Хама